# Megatron (motor)

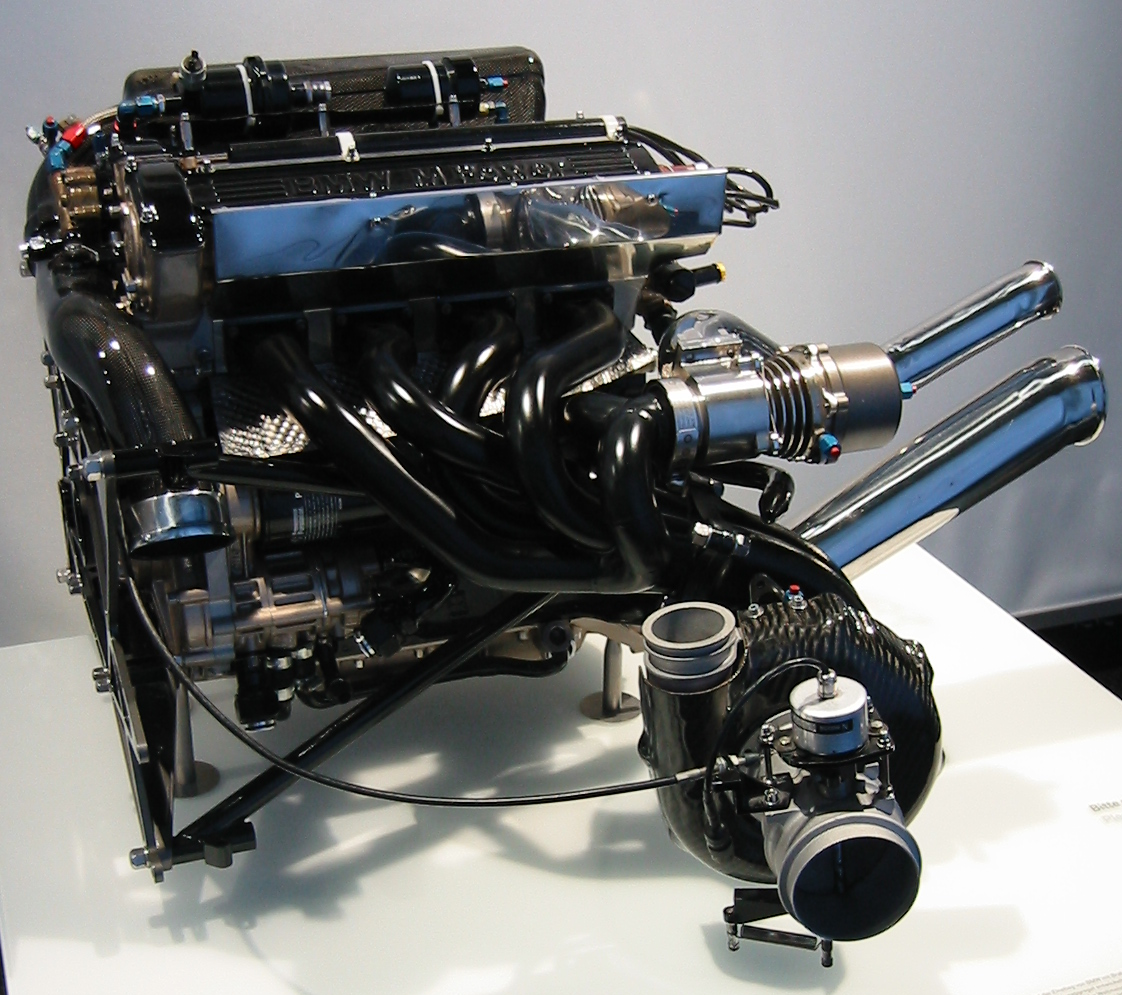
Motor BMW M12, en el cual se basó el Megatron

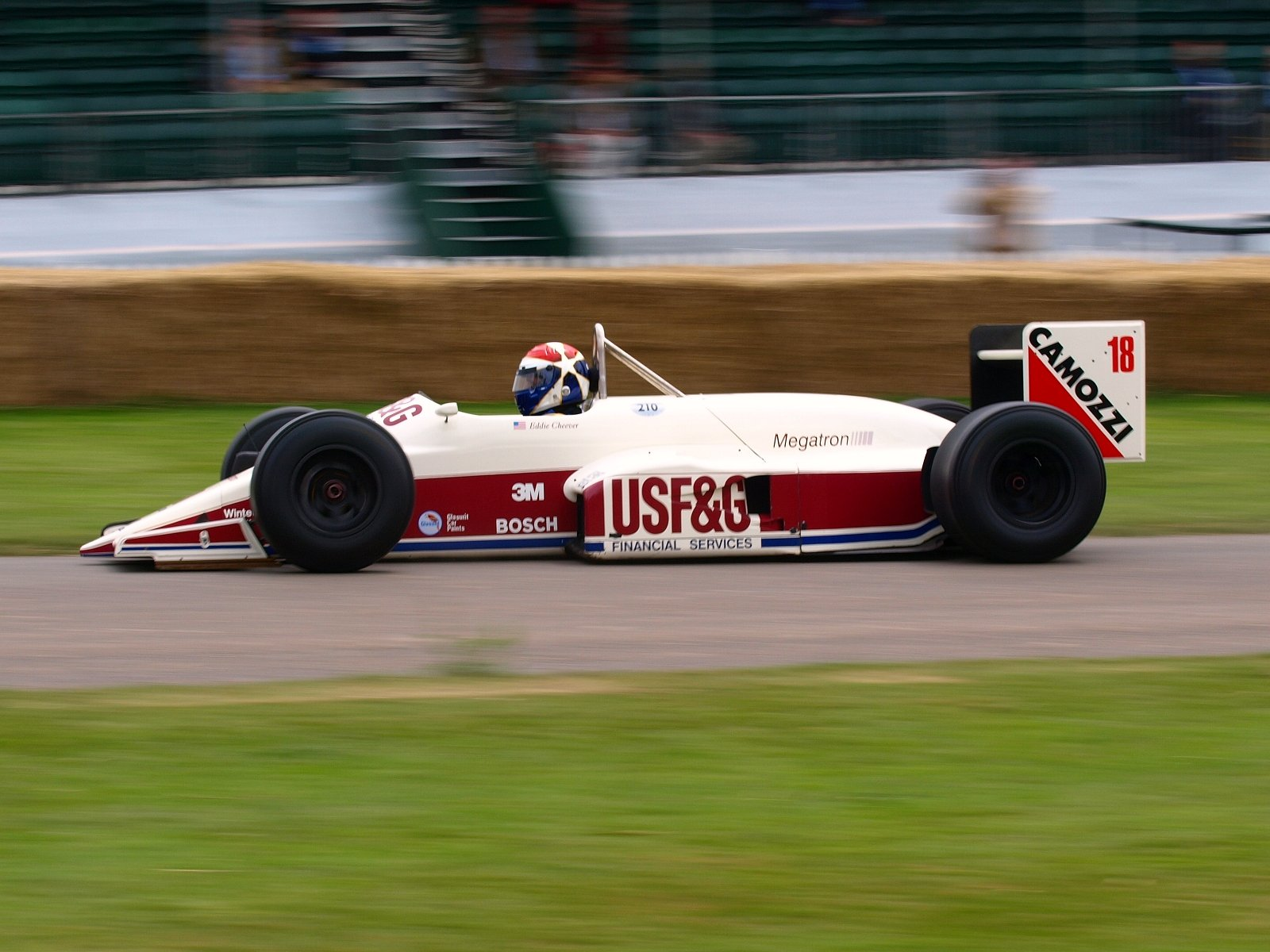
Arrows-Megatron de 1988

Megatron es el nombre con que se vendió en 1987 y 1988 el viejo motor de 4 cilindros en línea con turbocompresor BMW de Fórmula 1 a Arrows y Ligier.
A finales de la temporada 1986 BMW anunció que se retiraría de Fórmula 1 a finales de 1987, aunque todavía proveerían de motor al equipo Brabham en ese año.
El equipo Arrows tenía un nuevo patrocinador, la aseguradora estadounidense USF&G, pero el equipo se encontraba sin motor. John Schmidt de USF&G, que anteriormente había tenido una compañía de renta de computadoras con el nombre Megatron, convenció a USF&G de financiar una operación de compra de los motores BMW M12/13 turbocargados de 4 cilindros en línea y preparación en Suiza por Heini Mader, para Arrows. Ligier, que tampoco tenía motor, los convenció de que también se los vendieran. Aunque no resultaron efectivos en Ligier que solo los usó en 1987, los motores Megatron fueron parte de la más exitosa temporada de Arrows en 1988 cuando terminaron en quinto lugar del Campeonato Mundial de Constructores y empatados en puntos con el cuarto.
La operación cerró cuando fueron prohibidos los motores turbocargados para la temporada 1989 de Fórmula 1.